# Eliodoro Gormaz
Eliodoro Gormaz Carrera (Santiago, 1827-ibíd, 1894) fue un militar y político chileno.

## Biografía
Gormaz nació en Santiago de Chile en 1827, hijo de Manuel Gormaz Lisperguer y de Carmen Carrera Aguirre.
Se casó con Tránsito Araos Baeza, con quien tuvo cuatro hijos; Ene, Eduardo (abogado), Elvira y Alberto. Este último, también militar, sería partícipe de la Guerra del Pacífico; fue nombrado Miembro Agregado al Estado Mayor General y luchó en la batalla de Tacna el 26 de mayo de 1880 y en la toma del Morro de Arica el 7 de junio del mismo año.
Fue militar hasta 1852 y se retiró con el grado de teniente. Luego se dedicó a las actividades comerciales y más adelante fue hombre público.
Durante el auge minero en Atacama, se estableció en la zona en 1853 y fundó un banco para la compra venta de metales de plata. Trabajó en Chañarcillo y en poco tiempo logró una fortuna.

## Trayectoria política
Fue militante del Partido Nacional o monttvarista; y posteriormente, miembro del Partido Liberal (PL).
Resultó electo diputado suplente por los departamentos de Nacimiento y Arauco, para el período legislativo 1861-1864; obtuvo la aprobación de sus poderes el 6 de junio de 1861; se incorporó en la sesión preparatoria.
Veinte años más tarde, fue electo senador suplente por Santiago, para el período 1882-1888. Reelecto senador suplente por la misma zona, para el período 1888-1891. Entró a reemplazar al senador propietario Manuel García de la Huerta, quien falleció en junio de 1889. Integró la Comisión Permanente de Educación y Beneficencia. Además, fue miembro de la Comisión Conservadora para el receso abril-mayo de 1892.
Fue electo senador suplente por Santiago durante el período 1888-1894. Por Reforma Constitucional, ratificada por ley de 9 de agosto de 1888, se suprimieron los senadores suplentes.
Por último, fue electo senador por Llanquihue, para el período 1894-1897; electo por tres años, por acuerdo adoptado por el Senado en sesión del 1 de septiembre de 1893.
Falleció en su ciudad natal, en marzo de 1894, antes de proclamarse su elección senatorial y fue reemplazado por Ramón Ricardo Rozas, electo el 8 de julio de 1894.
Antes de morir dejó depositada una cantidad considerable de dinero, para premiar cada año a profesionales destacados durante el año, en diferentes Facultades universitarias. Dicha asignación testamentaria fue reglamentada por decreto supremo del 13 de junio de 1908, firmado por el presidente Pedro Montt y el ministro Domingo Amunátegui.